# Nord-Ouest (Kamerun)
Nordwest (französisch Nord-Ouest bzw. englisch North West) ist eine Region Kameruns mit der Hauptstadt Bamenda.

## Geografie
Die Provinz Nord-Ouest liegt im Westen des Landes und grenzt im Osten an die Region Adamaua, im Südosten an die Region West, im Südwesten an die Region Südwest und im Norden an Nigeria. Die Provinz liegt größtenteils im Bamenda-Hochland, dessen höchste Erhebung das bis 3.011 Meter hohe vulkanische Gebirge Oku bildet. Ein zweiter hoher Gebirgszug in der Provinz sind die Bamenda-Berge. International bekannt wurde die Provinz durch die Tragödie am Nyos-See, am 21. August 1986.

## Bevölkerungsentwicklung
Seit dem Jahr 1976 hat sich die Einwohnerzahl mehr als verdoppelt.
| Jahr           | Einwohnerzahl |
| -------------- | ------------- |
| Zensus 1976    | 980.531       |
| Zensus 1987    | 1.237.348     |
| Zensus 2005    | 1.728.953     |
| Schätzung 2015 | 1.968.600     |

## Politische Gliederung

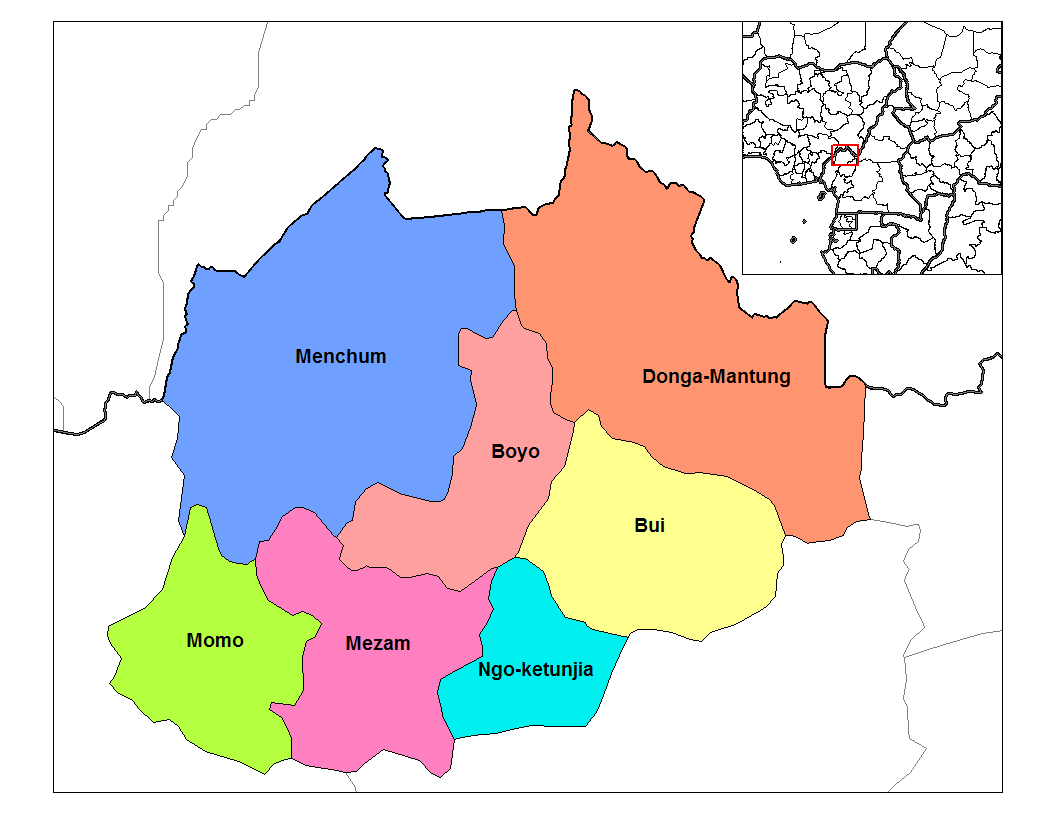
Départements von Nordwest

Die Region ist in 7 Département unterteilt. In der unteren Tabelle ist dem jeweiligen Département die Hauptstadt zugeordnet.
| Département   | Hauptstadt | Einwohner 2005 | Fläche in [km²] | Bevölkerungsdichte 2005 [Einwohner/km²] |
| ------------- | ---------- | -------------- | --------------- | --------------------------------------- |
| Boyo          | Fundong    | 124.887        | 1592            | 78                                      |
| Bui           | Kumbo      | 321.969        | 2297            | 140                                     |
| Donga-Mantung | Nkambé     | 269.931        | 4279            | 63                                      |
| Menchum       | Wum        | 39.100         | 301             | 130                                     |
| Mezam         | Bamenda    | 524.127        | 1745            | 300                                     |
| Momo          | Mbengwi    | 138.693        | 1792            | 77                                      |
| Ngo-Ketunjia  | Ndop       | 187.348        | 1126            | 166                                     |
| Gesamt        |            | 1.728.953      | 17.300          | 166                                     |